# Rattaphum (huyện)
Rattaphum (tiếng Thái: รัตภูมิ) là một huyện (amphoe) của tỉnh Songkhla, miền nam Thái Lan.

## Địa lý
Các huyện giáp ranh (từ phía đông theo chiều kim đồng hồ) là: Khuan Niang, Bang Klam và Hat Yai của tỉnh Songkhla, Khuan Kalong của tỉnh Satun và Pa Bon của tỉnh Phatthalung.

## Lịch sử
Huyện đã được đổi tên từ Kamphaeng Phet thành Rattaphum năm 1939.

## Hành chính
Huyện này được chia thành 5 phó huyện (tambon), các đơn vị này lại được chia ra thành 59 làng (muban). Có hai thị trấn (thesaban tambon) - Kamphaeng Phet nằm trên một phần của tambon Kamphaeng Phet, còn Na Si Thong nằm trên một phần của tambon Khao Phra. Có 5 Tổ chức hành chính tambon.
| STT. | Tên            | Tên Thái  | Số làng | Dân số |  |
| ---- | -------------- | --------- | ------- | ------ |  |
| 1.   | Kamphaeng Phet | กำแพงเพชร | 12      | 18.989 |  |
| 2.   | Tha Chamuang   | ท่าชะมวง   | 13      | 15.821 |  |
| 3.   | Khuha Tai      | คูหาใต้     | 14      | 11.561 |  |
| 4.   | Khuan Ru       | ควนรู      | 9       | 6.200  |  |
| 9.   | Khao Phra      | เขาพระ    | 11      | 15.390 |  |

Các con số không có trong bảng này là tambon nay tạo thành huyện Khuan Niang.

## Du lịch
- Hang động Khao Chang Lon
- Lâm viên Namtok Boriphat [2]